# Solórzano, Mexiko
Solórzano är en ort i Mexiko.   Den ligger i kommunen Hueytamalco och delstaten Puebla, i den sydöstra delen av landet, 200 km öster om huvudstaden Mexico City. Solórzano ligger 439 meter över havet och antalet invånare är 263.